# Хвапхён
Хвапхён — уезд (кун) в провинции Чагандо, Северная Корея. Уезд граничит с уездом Кимхёнджик провинции Янгандо. Хвапхён образовался в 1952 году в рамках общей реорганизации местного самоуправления. Рельеф крутой и гористый.